# Your Name Here
Your Name Here (abans Panasonic) és una biopic de fantasia dramàtica surrealista nord-americana de 2008 basada en la vida de Philip K. Dick. Escrit i dirigit en el seu debut com a director de Matthew Wilder, i protagonitzada per Bill Pullman i Taryn Manning.

## Argument
Durant l'estiu de 1974, l'escriptor de ciència-ficció William J. Frick (Bill Pullman) està tenint un col·lapse. Tot i tenir nombrosos títols populars al seu crèdit, Frick no té un cèntim. Les seves ex dones i exnúvies l'estan perseguint, i l'IRS ha enviat l'agent Duke (Dave Sheridan) per investigar les seves propietats i propietats. Els motoristes barregen metamfetamina al seu garatge i fan festes de drogues a casa seva. La seva darrera obra mestra, un relat de la seva col·lisió amb Déu en una tenda de tacos a l'est de Los Angeles, està gairebé completa i l'actriu Nikki Principal (Taryn Manning) anima a escriure, dient-li que té el poder de canviar el món. Tanmateix, després d'una dosi inadvertida d'una substància blanca en pols, Frick es desperta per descobrir-se perdut en una sèrie de realitats alternatives.

## Repartiment
- Bill Pullman com a William J. Frick
- Taryn Manning com a directora de Nikki
- Traci Lords com a Julie Frick
- M. Emmet Walsh com Kroger / Maurice Stanz
- Richard Riehle com a agent literari Lipschitz
- Dave Sheridan com a agent de l'IRS Duke
- Charles Napier com a Chuck Heston
- Harold Perrineau com a Richard Roundtree
- Ivana Milicevic com a The Blonde
- Adair Tishler com a Laura Hayden Frick, de 8 anys
- Mircea Monroe com Black Turtleneck Girl
- Brittany Perrineau com a pecador
- Wali Razaqi com a pecador
- Megan Duffy com a Portaveu
- Mark Weitala com a Davey

## Producció
Matthew Wilder va escriure el guió per primera vegada i el va emetre amb el nom de treball Panasonic (que significa "tots sons al mateix temps"), fins que es va canviar el títol quan la Panasonic Corporation va demandar a Wilder per infracció de marca registrada. Quan encara era coneguda com a Panasonic, es va anunciar el juliol de 2006 que el rodatge començaria l'agost següent. Tanmateix, el rodatge va tenir lloc al setembre, capturat en Càmera digital HD durant un període de 15 dies aquell mes a Huntington Park i altres llocs de Los Angeles. El projecte estava en postproducció l'any 2007, amb el nom canviat a Your Name Here. El projecte es va estrenar el 13 de juny de 2008 al Cinevegas Film Festival, i més tard es projecta a Espanya al XLI Festival Internacional de Cinema Fantàstic de Catalunya i al Canadà al Festival Internacional de Cinema de Montreal.

## Resposta crítica
El crític de JoBlo va criticar la pel·lícula i va escriure que era una "trista excusa per a una pel·lícula que no em va ajudar a començar el dia amb bon peu". Que els personatges de la pel·lícula eren insípids i mai no es va expandir en els seus orígens. Es va oferir que el salt de la pel·lícula "dins i fora del que òbviament NO era una veritable realitat" va fer difícil invertir-se en el projecte. Es va considerar que el personatge de Traci Lord de l'exdona de Frick, Julie, era divertida al principi, però es va exagerar fins al punt de deixar de ser entretinguda. Bill Pullman va ser elogiat per haver portat la seva habilitat a un paper d'altra manera ranci de Frick, igual que Taryn Manning pel seu treball com a Nikki, però el que va arruïnar la pel·lícula per al crític va ser que era un "esbandit i repetició, anar a tot arreu però enlloc jamboree de somnis". El revisor va denunciar els "localitzacions en llocs de lloguer baixos i de merda", l'ús repetit de la pel·lícula de "tòpics de merda" i la cinematografia general "sad-sack". Variety va acceptar, escrivint la pel·lícula "deixa una oportunitat per a una pel·lícula B completa en una sèrie d'episodis plans sobreextensos" del director Matthew Wilder, que va permetre que moltes escenes s'allarguessin. Las Vegas Weekly va assenyalar que el personatge Frick de Pullman s'assemblava a Michael Douglas i es va lamentar que la seva "actuació està bé, però no té context", mentre que al mateix temps assenyala que Traci Lords ofereix "la que probablement és la seva millor actuació de la seva carrera com, irònicament, una mestressa de casa hortera". També van assenyalar. que amb el seu pressupost relativament reduït "la producció té un buit curiós, com si tot hagués estat rodat en un magatzem abandonat arreglat de pressa per a cada nou local". Van arribar a la conclusió que la pel·lícula no fa bon servei al llegat de Philip K. Dick. The Hollywood Reporter va apreciar que Bill Pullman va ser elegit per a un paper on era "capaç d'estirar-se en un vehicle que mostra els seus talents còmics no apreciats", però va oferir que la pel·lícula "al final es mostra massa impenetrable pel seu propi bé."
Per contra, Film Threat va concedir que, tot i que el projecte "no era per a tothom", va recordar "algunes pel·lícules literàries estranyes com Por i fàstic a Las Vegas i Naked Lunch", i va prometre als espectadors que "si et quedes amb Your Name Here fins que al final, seràs recompensat amb totes les seves rareses i confusió, el final sembla molt potent i bastant trista."Es va apreciar que en l'extrapolació de la pel·lícula dels esdeveniments que envolten la vida de Philip K. Dick, va actuar com un homenatge tant a la ficció de l'home com a la dècada de 1970. Van elogiar Taryn Manning per mostrar "algunes coses serioses com a Nikki i va descriure Frick de Bill Pullman com "simplement brillant". Gairebé podeu veure les rodes fregides del seu cervell girant mentre ell, juntament amb nosaltres, intentem esbrinar què dimonis està passant."

### Premis i nominacions
- 2008, va guanyar el "Premi especial del jurat" de Cinevegas a la "Millor actuació" per a Bill Pullman[19]
- 2008, nominada al Grand Prix des Amériques al Festival Internacional de Cinema de Montreal<[20]
- 2008, nominada a la 'Millor pel·lícula' al XLI Festival Internacional de Cinema Fantàstic de Catalunya[21]